# Copa Mundial de Fútbol Playa FIFA 2019
La Copa Mundial de Fútbol Playa de FIFA de 2019 fue la 10.ª edición de este torneo. En octubre de 2018, se anunció que el torneo tenía lugar en Paraguay del 21 de noviembre al 1 de diciembre de 2019, siendo así la primera vez que un país mediterráneo albergó dicho evento.
La selección de Portugal se proclamó como campeón del certamen por segunda vez en la historia del evento al derrotar en la final por 6:4 a Italia.

## Candidaturas oficiales
- Paraguay
- Australia[2]
- Barbados[2]

## Sede
| Estadio Mundialista Los Pynandi                    |
| 25°15′23.9″S 57°31′54.9″O / -25.256639, -57.531917 |
| Capacidad: 2.820                                   |

## Equipos participantes
En cursiva el equipo debutante.
| Clasificatorias | Clasificatorias | Clasificatorias | Clasificatorias | Clasificatorias | Clasificatorias |
| --------------- | --------------- | --------------- | --------------- | --------------- | --------------- |
| AFC             | CAF             | Concacaf        | Conmebol        | UEFA            | OFC             |

| Equipos participantes  | Equipos participantes | Equipos participantes | Equipos participantes |
| ---------------------- | --------------------- | --------------------- | --------------------- |
| Bielorrusia            | Italia                | Omán                  | Senegal               |
| Brasil                 | Japón                 | Paraguay              | Suiza                 |
| Emiratos Árabes Unidos | México                | Portugal              | Tahití                |
| Estados Unidos         | Nigeria               | Rusia                 | Uruguay               |

## Árbitros
El 23 de septiembre de 2019, la FIFA anunció una lista de 24 árbitros, provenientes de las 6 confederaciones continentales.
| Confederación | Árbitros                     |
| ------------- | ---------------------------- |
| AFC           | Ebrahim Almansory            |
| AFC           | Suhaimi Mat Hassan           |
| AFC           | Bakhtiyor Namazov            |
| AFC           | Shao Liang                   |
| CAF           | Hany Farouk Elsayed El Eraky |
| CAF           | Said Hachim                  |
| CAF           | Adil Ouchker                 |
| CONCACAF      | Juan Ángeles                 |
| CONCACAF      | Gumercindo Batista           |
| CONCACAF      | Gonzálo Carballo Pérez       |
| CONMEBOL      | Gustavo Domínguez            |
| CONMEBOL      | Aecio Fernández Machado      |
| CONMEBOL      | Ivo Moraes                   |
| CONMEBOL      | Mariano Romo                 |
| CONMEBOL      | Álex Valdiviezo              |

| Confederación       | Árbitros  |
| ------------------- | --------- |
| OFC                 | Hugo Pado |
| UEFA                |           |
| Sofien Benchabane   |           |
| Roman Borisov       |           |
| Sergio Gomes Soares |           |
| Vitalij Gomolko     |           |
| Raúl González       |           |
| Ingilab Mammadov    |           |
| Gionni Matticoli    |           |
| Łukasz Ostrowski    |           |

## Sorteo
El sorteo se realizó el 13 de septiembre de 2019 en el Centro de Convenciones de Conmebol. Los países de la misma confederación no se agruparán en el mismo grupo, salvo de la UEFA, que contará con dos equipos en un mismo grupo.
La distribución de los bombos es la siguiente:
| Bombo 1                                                                                      | Bombo 2                       | Bombo 3                                     | Bombo 4                                 |
| -------------------------------------------------------------------------------------------- | ----------------------------- | ------------------------------------------- | --------------------------------------- |
| Paraguay (anfitrión, asignado al grupo A) Brasil (campeón, asignado al grupo D) Rusia Tahití | Italia Portugal Japón Senegal | Suiza México Nigeria Emiratos Árabes Unidos | Omán Estados Unidos Uruguay Bielorrusia |

## Primera fase
Calendario de partidos

### Grupo A
| Equipo         | Pts | PJ | PG | PG+ | PG++ | PP | GF | GC | Dif | Rend |
| -------------- | --- | -- | -- | --- | ---- | -- | -- | -- | --- | ---- |
| Japón          | 9   | 3  | 3  | 0   | 0    | 0  | 14 | 10 | 4   | 100℅ |
| Suiza          | 5   | 3  | 1  | 1   | 0    | 1  | 18 | 17 | 1   | 55%  |
| Paraguay       | 3   | 3  | 1  | 0   | 0    | 2  | 15 | 13 | 2   | 33%  |
| Estados Unidos | 0   | 3  | 0  | 0   | 0    | 3  | 10 | 17 | -7  | 0%   |

| 21 de noviembre de 2019, 17:50 | Suiza                                                                   | 8:6                       | Estados Unidos                                                      | Estadio Mundialista Los Pynandi, Luque                   |                                                          |
|                                | Stankovic 1' 14' · Hodel 6' · Ott 10' 32' 33' · Mounoud 21' · Borer 27' | ( 3:1, 2:1, 3:4 ) Reporte | Leopoldo 2' (pen.) · Perera 15' 32' · Reyes 27' (pen.) · Santos 30' | Asistencia: 578 espectadores Árbitro(s): Aecio Fernández | Asistencia: 578 espectadores Árbitro(s): Aecio Fernández |

| 21 de noviembre de 2019, 21:00 | Paraguay                                   | 4:5                       | Japón                                       | Estadio Mundialista Los Pynandi, Luque                  |                                                         |
|                                | Carballo 22' 34' · Morán 28' · Barreto 32' | ( 0:0, 1:3, 3:2 ) Reporte | Okuyama 13' · Ozu 16' 27' · Akaguma 24' 36' | Asistencia: 2483 espectadores Árbitro(s): Raúl González | Asistencia: 2483 espectadores Árbitro(s): Raúl González |

| 23 de noviembre de 2019, 17:50 | Estados Unidos           | 3:4                       | Japón                                | Estadio Mundialista Los Pynandi, Luque                     |                                                            |
|                                | Canale 9' 33' · Toth 20' | ( 1:1, 1:1, 1:2 ) Reporte | Ozu 9' 33' · Matsuo 13' · Tabata 30' | Asistencia: 642 espectadores Árbitro(s): Sofien Benchabane | Asistencia: 642 espectadores Árbitro(s): Sofien Benchabane |

| 23 de noviembre de 2019, 21:00 | Paraguay                                                          | 6:7 (1:2 t. s.)           | Suiza                                                                          | Estadio Mundialista Los Pynandi, Luque                       |                                                              |
|                                | Y. Rolón 8' · J. Rolón 28' 29' (pen.) 38' · Ojeda 32' · Morán 34' | ( 1:2, 0:2, 4:1 ) Reporte | Ostgen 2' · Ott 12' · Hodel 19' · Stankovic 22' 37' 39' (pen.) · M. Jaeggy 32' | Asistencia: 2847 espectadores Árbitro(s): Suhaimi Mat Hassan | Asistencia: 2847 espectadores Árbitro(s): Suhaimi Mat Hassan |

| 25 de noviembre de 2019, 17:50 | Japón                                          | 5:3                       | Suiza                              | Estadio Mundialista Los Pynandi, Luque                   |                                                          |
|                                | Akaguma 2' 8' · Oba 21' · Ozu 21' · Komaki 29' | ( 2:1, 1:0, 1:2 ) Reporte | Ott 10' · Stankovic 33' (pen.) 35' | Asistencia: 361 espectadores Árbitro(s): Álex Valdiviezo | Asistencia: 361 espectadores Árbitro(s): Álex Valdiviezo |

| 25 de noviembre de 2019, 21:00 | Estados Unidos | 1:5                       | Paraguay                                                                 | Estadio Mundialista Los Pynandi, Luque                     |                                                            |
|                                | Leopoldo 30'   | ( 0:2, 0:2, 1:1 ) Reporte | Morán 9' · J. Rolón 11' · Barreto 23' · Carballo 24' (pen.) · Ovelar 30' | Asistencia: 2847 espectadores Árbitro(s): Ingilab Mammadov | Asistencia: 2847 espectadores Árbitro(s): Ingilab Mammadov |

### Grupo B
| Equipo  | Pts | PJ | PG | PG+ | PG++ | PP | GF | GC | Dif | Rend |
| ------- | --- | -- | -- | --- | ---- | -- | -- | -- | --- | ---- |
| Italia  | 6   | 3  | 2  | 0   | 0    | 1  | 21 | 10 | 11  | 66%  |
| Uruguay | 6   | 3  | 2  | 0   | 0    | 1  | 9  | 9  | 0   | 66%  |
| Tahití  | 6   | 3  | 2  | 0   | 0    | 1  | 16 | 17 | -1  | 66%  |
| México  | 0   | 3  | 0  | 0   | 0    | 3  | 3  | 13 | -10 | 0%   |

| 21 de noviembre de 2019, 16:15 | Italia                                                                              | 12:4                      | Tahití                                            | Estadio Mundialista Los Pynandi, Luque              |                                                     |
|                                | Gori 2' 6' 13' 32' (pen.) 36' · Corosiniti 9' 10' · Zurlo 18' 29' 33' · Montani 30' | ( 4:2, 3:1, 5:1 ) Reporte | Teriitau 4' · Chan-Kat 12' · Li Fung Kuee 13' 26' | Asistencia: 537 espectadores Árbitro(s): Ivo Moraes | Asistencia: 537 espectadores Árbitro(s): Ivo Moraes |

| 21 de noviembre de 2019, 19:25 | Uruguay     | 1:0                       | México | Estadio Mundialista Los Pynandi, Luque                     |                                                            |
|                                | Laduche 36' | ( 0:0, 0:0, 1:0 ) Reporte |        | Asistencia: 997 espectadores Árbitro(s): Bakhtiyor Namazov | Asistencia: 997 espectadores Árbitro(s): Bakhtiyor Namazov |

| 23 de noviembre de 2019, 16:15 | Tahití                                                                        | 6:1                       | México       | Estadio Mundialista Los Pynandi, Luque                    |                                                           |
|                                | Chan-Kat 12' 22' · Teriitau 21' (pen.) · Labaste 27' · Taiarui 29' · Tepa 35' | ( 1:0, 2:0, 3:1 ) Reporte | Vizcarra 25' | Asistencia: 326 espectadores Árbitro(s): Łukasz Ostrowski | Asistencia: 326 espectadores Árbitro(s): Łukasz Ostrowski |

| 23 de noviembre de 2019, 19:25 | Uruguay                                          | 4:3                       | Italia         | Estadio Mundialista Los Pynandi, Luque                |                                                       |
|                                | Laens 7' · Costa 17' · Laduche 20' · Miranda 27' | ( 1:2, 2:0, 1:1 ) Reporte | Gori 4' 7' 36' | Asistencia: 1069 espectadores Árbitro(s): Hany Farouk | Asistencia: 1069 espectadores Árbitro(s): Hany Farouk |

| 25 de noviembre de 2019, 16:15 | México                     | 2:6                       | Italia                             | Estadio Mundialista Los Pynandi, Luque               |                                                      |
|                                | Sámano 26' · Maldonado 29' | ( 0:2, 0:4, 2:0 ) Reporte | Gori 3' 9' 13' 14' 22' · Zurlo 23' | Asistencia: 216 espectadores Árbitro(s): Said Hachim | Asistencia: 216 espectadores Árbitro(s): Said Hachim |

| 25 de noviembre de 2019, 19:25 | Tahití                                                             | 6:4                       | Uruguay                                  | Estadio Mundialista Los Pynandi, Luque                     |                                                            |
|                                | Teriitau 3' · Tepa 10' 30' · Tehau 14' · Labaste 22' · Taiarui 26' | ( 2:1, 2:0, 2:3 ) Reporte | Bella 5' 34' · Laduche 27' · Capurro 30' | Asistencia: 1318 espectadores Árbitro(s): Gonzalo Carballo | Asistencia: 1318 espectadores Árbitro(s): Gonzalo Carballo |

### Grupo C
| Equipo                 | Pts | PJ | PG | PG+ | PG++ | PP | GF | GC | Dif | Rend |
| ---------------------- | --- | -- | -- | --- | ---- | -- | -- | -- | --- | ---- |
| Senegal                | 6   | 3  | 2  | 0   | 0    | 1  | 17 | 11 | 6   | 66%  |
| Rusia                  | 6   | 3  | 2  | 0   | 0    | 1  | 14 | 14 | 0   | 66%  |
| Bielorrusia            | 3   | 3  | 1  | 0   | 0    | 2  | 10 | 13 | -3  | 33℅  |
| Emiratos Árabes Unidos | 3   | 3  | 1  | 0   | 0    | 2  | 6  | 9  | -3  | 33%  |

| 22 de noviembre de 2019, 16:15 | Senegal                                                          | 7:8                       | Rusia                                                                          | Estadio Mundialista Los Pynandi, Luque                     |                                                            |
|                                | Diassy 5' 17' · Fall 15' 33' · Mendy 26' · Diagne 29' 34' (pen.) | ( 1:3, 2:1, 4:4 ) Reporte | Thioune 1' (a.g.) · Nikonorov 4' 34' · Zemskov 8' 31' 32' · Paporotnyi 23' 34' | Asistencia: 277 espectadores Árbitro(s): Gustavo Domínguez | Asistencia: 277 espectadores Árbitro(s): Gustavo Domínguez |

| 22 de noviembre de 2019, 19:25                                                 | Bielorrusia                                                   | 5:1                       | Emiratos Árabes Unidos | Estadio Mundialista Los Pynandi, Luque                |                                                       |
|                                                                                | Savich 4' · Makarevich 19' · Samsonov 29' · Bryshtsel 31' 32' | ( 1:0, 1:0, 3:1 ) Reporte | A. Beshr 26'           | Asistencia: 538 espectadores Árbitro(s): Adil Ouchker | Asistencia: 538 espectadores Árbitro(s): Adil Ouchker |
| Primera victoria de Bielorrusia en la Copa Mundial de Fútbol Playa de la FIFA. |                                                               |                           |                        |                                                       |                                                       |

| 24 de noviembre de 2019, 16:15 | Rusia          | 1:4                       | Emiratos Árabes Unidos                                        | Estadio Mundialista Los Pynandi, Luque                |                                                       |
|                                | Paporotnyi 19' | ( 0:1, 1:1, 0:2 ) Reporte | M. Aljasmi 2' · Ali M. 23' · Hesham 32' (pen.) · W. Beshr 33' | Asistencia: 368 espectadores Árbitro(s): Mariano Romo | Asistencia: 368 espectadores Árbitro(s): Mariano Romo |

| 24 de noviembre de 2019, 19:25 | Bielorrusia               | 2:7                       | Senegal                                       | Estadio Mundialista Los Pynandi, Luque              |                                                     |
|                                | Hapon 15' · Bryshtsel 30' | ( 0:2, 1:0, 1:5 ) Reporte | Raoul 6' 25' · Diatta 7' · Diagne 27' 29' 32' | Asistencia: 736 espectadores Árbitro(s): Ivo Moraes | Asistencia: 736 espectadores Árbitro(s): Ivo Moraes |

| 26 de noviembre de 2019, 16:15 | Emiratos Árabes Unidos | 1:3                       | Senegal                            | Estadio Mundialista Los Pynandi, Luque                 |                                                        |
|                                | Ali Karim 32'          | ( 0:0, 0:0, 1:3 ) Reporte | Sylla 27' · Diatta 28' · Raoul 30' | Asistencia: 308 espectadores Árbitro(s): Raúl González | Asistencia: 308 espectadores Árbitro(s): Raúl González |

| 26 de noviembre de 2019, 19:25 | Rusia                                            | 5:3                       | Bielorrusia                                 | Estadio Mundialista Los Pynandi, Luque                     |                                                            |
|                                | Nikonorov 5' 16' 34' · Zemskov 14' · Shishin 36' | ( 1:3, 2:0, 2:0 ) Reporte | Hapon 5' · Bryshtsel 7' · Kanstantsinau 10' | Asistencia: 1163 espectadores Árbitro(s): Gionni Matticoli | Asistencia: 1163 espectadores Árbitro(s): Gionni Matticoli |

### Grupo D
| Equipo   | Pts | PJ | PG | PG+ | PG++ | PP | GF | GC | Dif | Rend |
| -------- | --- | -- | -- | --- | ---- | -- | -- | -- | --- | ---- |
| Brasil   | 9   | 3  | 3  | 0   | 0    | 0  | 29 | 11 | 18  | 100℅ |
| Portugal | 6   | 3  | 2  | 0   | 0    | 1  | 20 | 11 | 9   | 66%  |
| Omán     | 3   | 3  | 1  | 0   | 0    | 2  | 9  | 16 | -7  | 33%  |
| Nigeria  | 0   | 3  | 0  | 0   | 0    | 3  | 8  | 28 | -20 | 0%   |

| 22 de noviembre de 2019, 17:50 | Portugal                                                                                                   | 10:1                      | Nigeria | Estadio Mundialista Los Pynandi, Luque                      |                                                             |
|                                | Belchior 13' 25' · Jordan 14' · Torres 15' 32' (pen.) 33' · Coimbra 24' 34' · Leo Martins 24' · Madjer 36' | ( 0:1, 5:0, 5:0 ) Reporte | Abu 12' | Asistencia: 302 espectadores Árbitro(s): Gumercindo Batista | Asistencia: 302 espectadores Árbitro(s): Gumercindo Batista |

| 22 de noviembre de 2019, 21:00 | Brasil                                                                        | 8:2                       | Omán                               | Estadio Mundialista Los Pynandi, Luque                   |                                                          |
|                                | Bokinha 4' (pen.) 11' · Mauricinho 6' 19' 29' · Filipe 12' 32' · Catarino 35' | ( 4:1, 1:0, 3:1 ) Reporte | Al-Zadjali 8' · Sa. Al-Bulushi 33' | Asistencia: 928 espectadores Árbitro(s): Vitalij Gomolko | Asistencia: 928 espectadores Árbitro(s): Vitalij Gomolko |

| 24 de noviembre de 2019, 17:50 | Nigeria                                       | 5:6                       | Omán                                                             | Estadio Mundialista Los Pynandi, Luque                 |                                                        |
|                                | Emeka 10' 15' 25' · Taiwo 26' · Godspower 30' | ( 1:2, 1:3, 3:1 ) Reporte | Eid 5' 19' · Al-Sinami 8' · Mushel 15' · Sami 23' · K. Orami 27' | Asistencia: 445 espectadores Árbitro(s): Roman Borisov | Asistencia: 445 espectadores Árbitro(s): Roman Borisov |

| 24 de noviembre de 2019, 21:00 | Brasil | 9:7                       | Portugal                                                                    | Estadio Mundialista Los Pynandi, Luque               |                                                      |
|                                | Mauricinho 1' · Xavier 12' · Catarino 13' · Bokinha 17' 18' · Coimbra 18' (a.g.) · Rodrigo 20' · Filipe 29' (pen.) · Datinha 36' | ( 1:2, 6:3, 2:2 ) Reporte | Jordan 8' 28' · Coimbra 12' 27' · Leo Martins 16' 21' · Belchior 23' (pen.) | Asistencia: 1521 espectadores Árbitro(s): Shao Liang | Asistencia: 1521 espectadores Árbitro(s): Shao Liang |

| 26 de noviembre de 2019, 17:50 | Omán     | 1:3                       | Portugal                                      | Estadio Mundialista Los Pynandi, Luque                |                                                       |
|                                | Jalal 9' | ( 1:1, 0:1, 0:1 ) Reporte | Coimbra 4' · Be Martins 21' · Leo Martins 28' | Asistencia: 537 espectadores Árbitro(s): Adil Ouchker | Asistencia: 537 espectadores Árbitro(s): Adil Ouchker |

| 26 de noviembre de 2019, 21:00 | Nigeria               | 2:12                      | Brasil | Estadio Mundialista Los Pynandi, Luque                      |                                                             |
|                                | Egan Osi 8' · Abu 16' | ( 1:2, 1:2, 0:8 ) Reporte | Mauricinho 4' · Lucão 6' 19' · Rodrigo 16' 25' 27' · Rafinha 28' · Bokinha 29' (pen.) 35' · Bruno Xavier 31' · Catarino 32' · Filipe 34' | Asistencia: 1719 espectadores Árbitro(s): Gustavo Domínguez | Asistencia: 1719 espectadores Árbitro(s): Gustavo Domínguez |

## Segunda fase

### Cuadro final
|  | Cuartos de final        | Cuartos de final        |               |               | Semifinales             | Semifinales             |       |              | Final                  | Final                  |  |
|  | 28 de noviembre de 2019 | 28 de noviembre de 2019 |               |               | 30 de noviembre de 2019 | 30 de noviembre de 2019 |       |              | 1 de diciembre de 2019 | 1 de diciembre de 2019 |  |
|  |                         |                         |               |               |                         |                         |       |              |                        |                        |  |
|  |                         |                         |               |               |                         |                         |       |              |                        |                        |  |
|  | Japón                   | 3                       |               |               |                         |                         |       |              |                        |                        |  |
|  | Japón                   | 3                       |               |               |                         |                         |       |              |                        |                        |  |
|  | Uruguay                 | 2                       |               |               |                         |                         |       |              |                        |                        |  |
|  | Uruguay                 | 2                       |               | Japón         | 3 (1)                   |                         |       |              |                        |                        |  |
|  |                         |                         |               | Japón         | 3 (1)                   |                         |       |              |                        |                        |  |
|  |                         |                         | Portugal (p.) | 3 (2)         |                         |                         |       |              |                        |                        |  |
|  | Senegal                 | 2                       | Portugal (p.) | 3 (2)         |                         |                         |       |              |                        |                        |  |
|  | Senegal                 | 2                       |               |               |                         |                         |       |              |                        |                        |  |
|  | Portugal                | 4                       |               |               |                         |                         |       |              |                        |                        |  |
|  | Portugal                | 4                       |               |               |                         |                         |       | Portugal     | 6                      |                        |  |
|  |                         |                         |               |               |                         |                         |       | Portugal     | 6                      |                        |  |
|  |                         |                         | Italia        | 4             |                         |                         |       |              |                        |                        |  |
|  | Italia                  | 5                       | Italia        | 4             |                         |                         |       |              |                        |                        |  |
|  | Italia                  | 5                       |               |               |                         |                         |       |              |                        |                        |  |
|  | Suiza                   | 4                       |               |               |                         |                         |       |              |                        |                        |  |
|  | Suiza                   | 4                       |               | Italia (t.s.) | 8                       |                         |       | Tercer lugar | Tercer lugar           |                        |  |
|  |                         |                         |               | Italia (t.s.) | 8                       |                         |       | Tercer lugar | Tercer lugar           |                        |  |
|  |                         |                         | Rusia         | 7             |                         |                         |       |              |                        |                        |  |
|  | Brasil                  | 3                       | Rusia         | 7             |                         |                         | Japón | 4            |                        |                        |  |
|  | Brasil                  | 3                       |               |               |                         |                         | Japón | 4            |                        |                        |  |
|  | Rusia                   | 4                       |               |               |                         |                         |       |              | Rusia                  | 5                      |  |
|  | Rusia                   | 4                       |               |               |                         |                         |       |              | Rusia                  | 5                      |  |
|  |                         |                         |               |               |                         |                         |       |              |                        |                        |  |

### Cuartos de final
| 28 de noviembre de 2019, 16:15 | Brasil                  | 3:4                       | Rusia                                      | Estadio Mundialista Los Pynandi, Luque                |                                                       |
|                                | Rodrigo 1' 13' · Mão 5' | ( 2:1, 1:2, 0:1 ) Reporte | Zemskov 2' · Shishin 20' · Romanov 24' 31' | Asistencia: 1401 espectadores Árbitro(s): Said Hachim | Asistencia: 1401 espectadores Árbitro(s): Said Hachim |

| 28 de noviembre de 2019, 17:50 | Senegal              | 2:4                       | Portugal                                                         | Estadio Mundialista Los Pynandi, Luque                     |                                                            |
|                                | Sylla 3' · Mendy 36' | ( 1:1, 0:2, 1:1 ) Reporte | Jordan 8' · Diassy 20' (a.g.) · Leo Martins 22' · Be Martins 32' | Asistencia: 1193 espectadores Árbitro(s): Gonzalo Carballo | Asistencia: 1193 espectadores Árbitro(s): Gonzalo Carballo |

| 28 de noviembre de 2019, 19:25 | Italia                                            | 5:4                       | Suiza                                  | Estadio Mundialista Los Pynandi, Luque                 |                                                        |
|                                | Gentilin 8' · Zurlo 24' 31' 36' · Ramacciotti 25' | ( 1:2, 1:1, 3:1 ) Reporte | Ott 5' 10' · M. Jaeggy 20' · Borer 31' | Asistencia: 1396 espectadores Árbitro(s): Mariano Romo | Asistencia: 1396 espectadores Árbitro(s): Mariano Romo |

| 28 de noviembre de 2019, 21:00 | Japón                             | 3:2                       | Uruguay                          | Estadio Mundialista Los Pynandi, Luque                      |                                                             |
|                                | Oba 8' · Okuyama 11' · Tabata 16' | ( 2:0, 1:1, 0:1 ) Reporte | Laduche 20' (pen.) · Capurro 36' | Asistencia: 1072 espectadores Árbitro(s): Sofien Benchabane | Asistencia: 1072 espectadores Árbitro(s): Sofien Benchabane |

### Semifinales
| 30 de noviembre de 2019, 16:15 | Italia                                                                    | 8:7 (1:0 t. s.)           | Rusia                                                            | Estadio Mundialista Los Pynandi, Luque                      |                                                             |
|                                | Corosiniti 9' · Ramacciotti 10' 15' 27' · Gori 25' 31' · Zurlo 37' (pen.) | ( 2:1, 1:3, 4:3 ) Reporte | Novikov 4' · Makarov 14' 35' · Zemskov 22' 24' · Romanov 25' 31' | Asistencia: 579 espectadores Árbitro(s): Ebrahim Al-Mansory | Asistencia: 579 espectadores Árbitro(s): Ebrahim Al-Mansory |

| 30 de noviembre de 2019, 18:00 | Japón                                | 3:3 (t. s.)(1:2 p.)        | Portugal                            | Estadio Mundialista Los Pynandi, Luque                    |                                                           |
|                                | Ozu 11' · Yamauchi 13' · Akaguma 36' | ( 1:1, 1:0, 1:2 ) Reporte  | Leo Martins 2' · Be Martins 29' 31' | Asistencia: 707 espectadores Árbitro(s): Łukasz Ostrowski | Asistencia: 707 espectadores Árbitro(s): Łukasz Ostrowski |
|                                |                                      | Tiros desde el punto penal |                                     |                                                           |                                                           |
|                                | Ozu · Yamauchi · Tabata              |                            | Madjer · Coimbra                    |                                                           |                                                           |

### Tercer puesto
| 1 de diciembre de 2019, 16:15 | Rusia                                         | 5:4                       | Japón                             | Estadio Mundialista Los Pynandi, Luque                 |                                                        |
|                               | Zemskov 8' 23' 28' · Novikov 8' · Makarov 26' | ( 2:3, 1:1, 2:0 ) Reporte | Akaguma 4' 8' · Ozu 11' · Oba 23' | Asistencia: 2739 espectadores Árbitro(s): Juan Ángeles | Asistencia: 2739 espectadores Árbitro(s): Juan Ángeles |

### Final
| 1 de diciembre de 2019, 18:00 | Italia                                        | 4:6                       | Portugal                                               | Estadio Mundialista Los Pynandi, Luque               |                                                      |
|                               | Zurlo 6' · Ramacciotti 31' 36' · Gentilin 31' | ( 1:1, 0:2, 3:3 ) Reporte | Leo Martins 8' 28' · Jordan 18' 26' 35' · Lourenço 18' | Asistencia: 2847 espectadores Árbitro(s): Ivo Moraes | Asistencia: 2847 espectadores Árbitro(s): Ivo Moraes |

|                             |
| Bandera de Portugal         |
| Campeón Portugal 2.º título |

## Goleadores
| Jugador         | Selección | Anotado | Asis. | Pen. | PJ |
| --------------- | --------- | ------- | ----- | ---- | -- |
| Gabriele Gori   | Italia    | 16      | 0     | 1    | 6  |
| Emmanuele Zurlo | Italia    | 10      | 1     | 1    | 6  |
| Fedor Zemskov   | Rusia     | 10      | 0     | 0    | 6  |
| Leo Martins     | Portugal  | 8       | 2     | 0    | 6  |
| Jordan Santos   | Portugal  | 7       | 4     | 0    | 6  |
| Ozu Moreira     | Japón     | 7       | 4     | 0    | 6  |

### Autogoles
| Jugador        | Selección | Rival    | Goles |
| -------------- | --------- | -------- | ----- |
| Ibra Thioune   | Senegal   | Rusia    | 1     |
| Rui Coimbra    | Portugal  | Brasil   | 1     |
| Lansana Diassy | Senegal   | Portugal | 1     |

## Premios y reconocimientos

### Balón de Oro
El galardón del «Balón de Oro» fue otorgado por la organización al mejor jugador del torneo. También se otorgaron el «Balón de Plata» y el «Balón de Bronce».
| Jugador       | Selección |
| Ozu Moreira   | Japón     |
| Jordan Santos | Portugal  |
| Bê Martins    | Portugal  |
| ------------- | --------- |

### Bota de Oro
La «Bota de Oro» fue otorgada por la organización al jugador que anotó la mayor cantidad de goles durante el desarrollo del torneo. También se otorgaron la «Bota de Plata» y la «Bota de Bronce».
| Jugador         | Selección | Goles |
| --------------- | --------- | ----- |
| Gabriele Gori   | Italia    | 16    |
| Emmanuele Zurlo | Italia    | 10    |
| Fedor Zemskov   | Rusia     | 10    |

### Guante de Oro
El galardón del «Guante de oro» fue otorgado por la organización al mejor portero del evento.
| Jugador         | Selección |
| Elinton Andrade | Portugal  |
| --------------- | --------- |

### Premio Fair Play
El Premio Fair Play de la FIFA distinguió al equipo con el mejor registro disciplinario de la competición. 

| Premio Fair Play de la FIFA |
| Senegal                     |
| --------------------------- |

## Tabla general
| Equipo | Equipo                 | Pts | PJ | PG | PG+ | PG++ | PP | GF | GC | Dif | Rend |
| ------ | ---------------------- | --- | -- | -- | --- | ---- | -- | -- | -- | --- | ---- |
| 1      | Portugal               | 13  | 6  | 4  | 0   | 1    | 1  | 33 | 20 | +13 | 63%  |
| 2      | Italia                 | 11  | 6  | 4  | 1   | 0    | 1  | 38 | 27 | +11 | 52%  |
| 3      | Rusia                  | 12  | 6  | 4  | 0   | 0    | 2  | 30 | 29 | +1  | 66%  |
| 4      | Japón                  | 12  | 6  | 4  | 0   | 0    | 2  | 24 | 20 | +4  | 66%  |
| 5      | Brasil                 | 9   | 4  | 3  | 0   | 0    | 1  | 30 | 15 | +15 | 75%  |
| 6      | Senegal                | 6   | 4  | 2  | 0   | 0    | 2  | 19 | 15 | +4  | 50%  |
| 7      | Uruguay                | 6   | 4  | 2  | 0   | 0    | 2  | 11 | 12 | -1  | 50%  |
| 8      | Suiza                  | 5   | 4  | 1  | 1   | 0    | 2  | 22 | 22 | 0   | 41%  |
| 9      | Tahití                 | 6   | 3  | 2  | 0   | 0    | 1  | 16 | 17 | -1  | 66%  |
| 10     | Paraguay               | 3   | 3  | 1  | 0   | 0    | 2  | 15 | 13 | +2  | 33%  |
| 11     | Bielorrusia            | 3   | 3  | 1  | 0   | 0    | 2  | 10 | 13 | -3  | 33%  |
| 12     | Emiratos Árabes Unidos | 3   | 3  | 1  | 0   | 0    | 2  | 6  | 9  | -3  | 33%  |
| 13     | Omán                   | 3   | 3  | 1  | 0   | 0    | 2  | 9  | 16 | -7  | 33%  |
| 14     | Estados Unidos         | 0   | 3  | 0  | 0   | 0    | 3  | 10 | 17 | -7  | 0%   |
| 15     | México                 | 0   | 3  | 0  | 0   | 0    | 3  | 3  | 10 | -10 | 0%   |
| 16     | Nigeria                | 0   | 3  | 0  | 0   | 0    | 3  | 8  | 28 | -20 | 0%   |